# 布朗斯灣
60°43′S 44°36′W / 60.717°S 44.600°W
布朗斯灣是南極洲的海灣，位於南奧克尼群島的勞里島北岸，處於湯姆森角和戈德斯角，寬2.4公里，該海灣在1903年由蘇格蘭的探險隊探測。